# Hamid El Mahdaoui
Hamid ElMahdaouy, född 1979 i Khenichet, Marocko är en marockansk journalist som mest blivit känd för sina videor där han adresserar sig direkt mot Marockos kung Mohammed VI. År 2017 arresterades El Mahdaoui i staden Al Hoceima, och dömdes därefter för 3 års fängelse för "anstiftande för deltagande i en förbjuden protest" och "lag brytning genom tal och rop på offentliga platser".